# 겐팅 하일랜즈

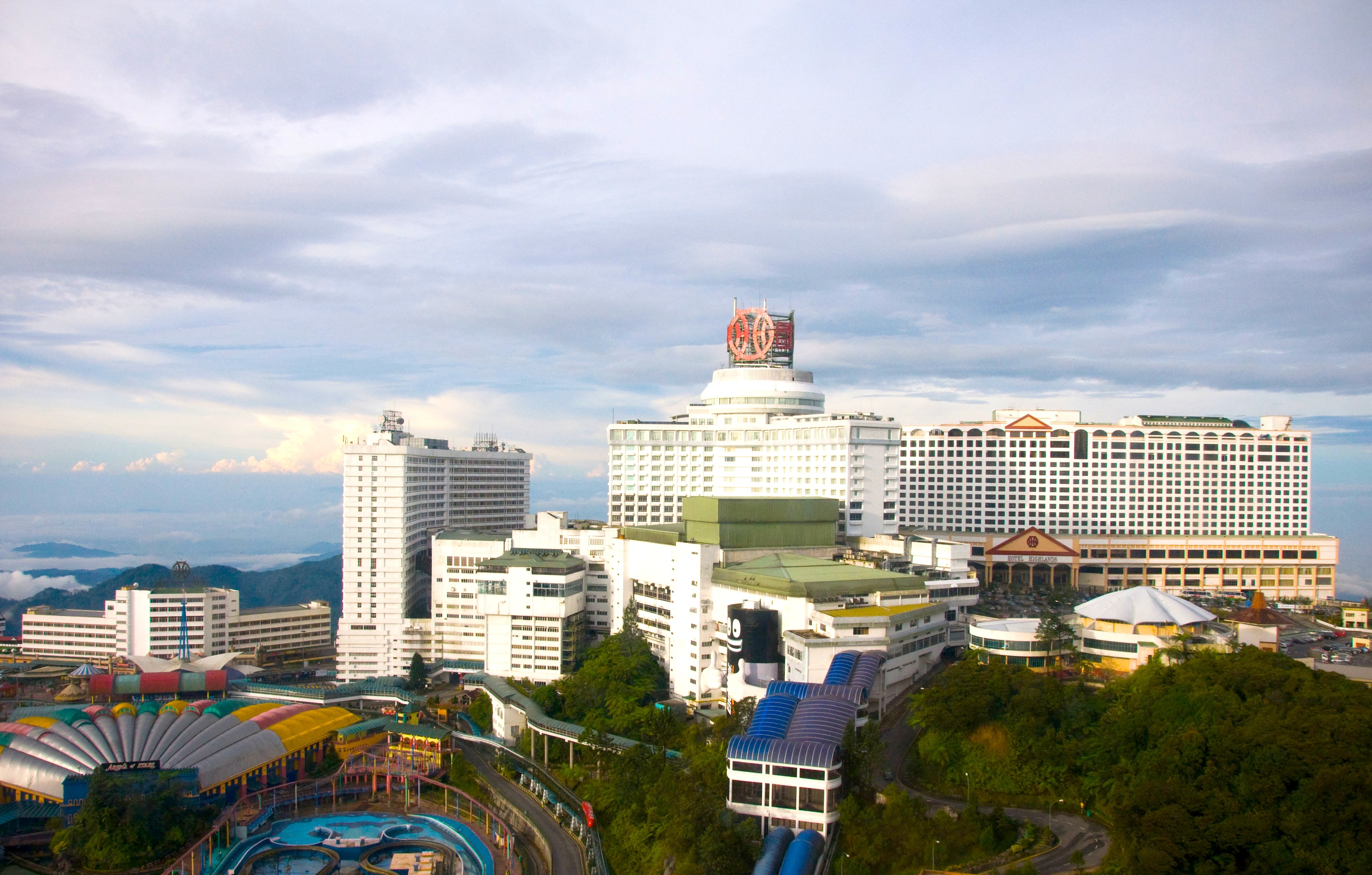
겐팅 하일랜즈

겐팅 하일랜즈(Genting Highlands)는 말레이시아의 쿠알라룸푸르에서 동쪽으로 약 1시간 거리에 있는 파항주에 있는 해발 약 1,700m의 고원 리조트이다. 겐팅 그룹이 보유한 리조트로, 카지노와 놀이 공원, 골프 코스가 있다.

## 갤러리

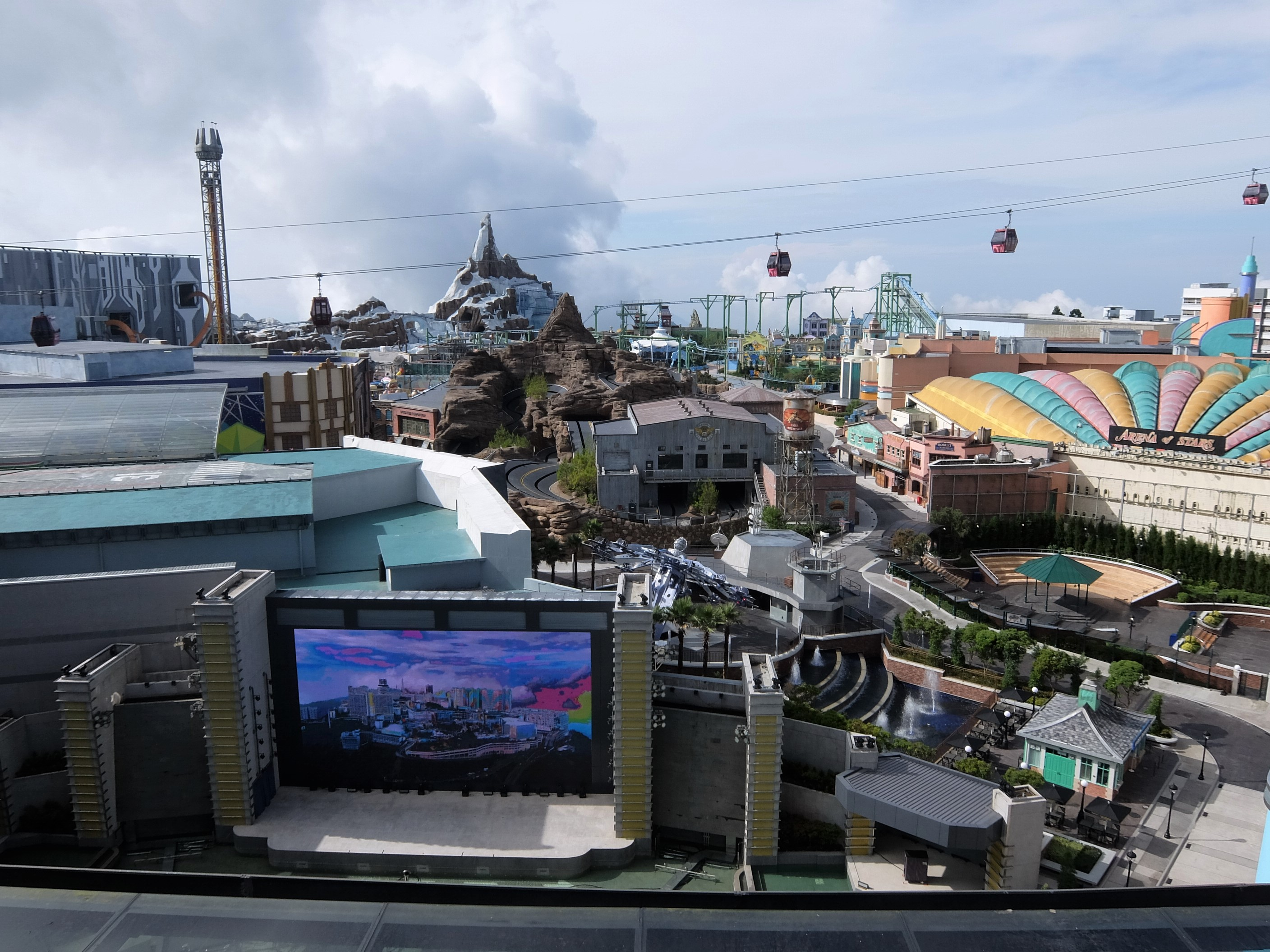
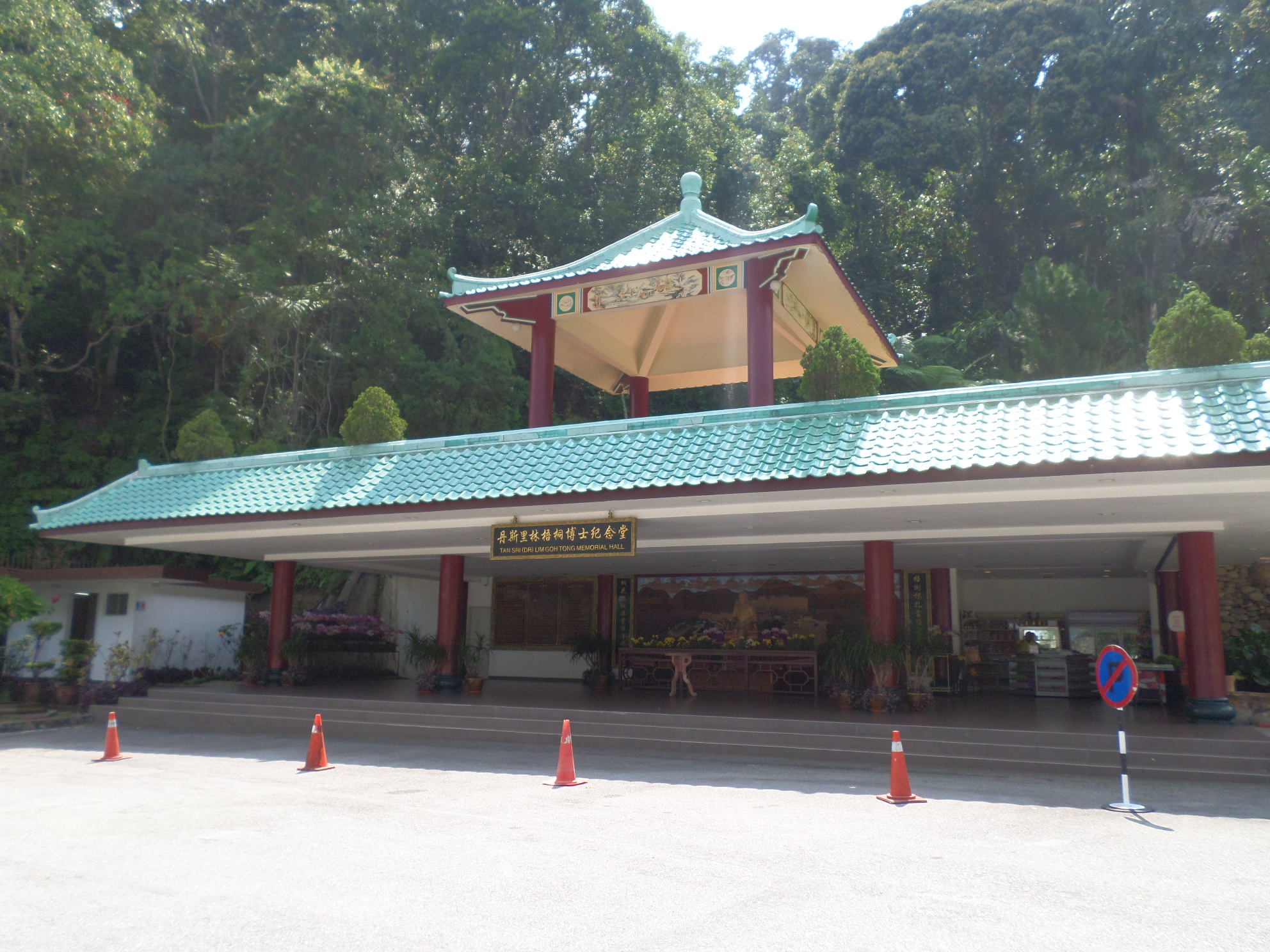
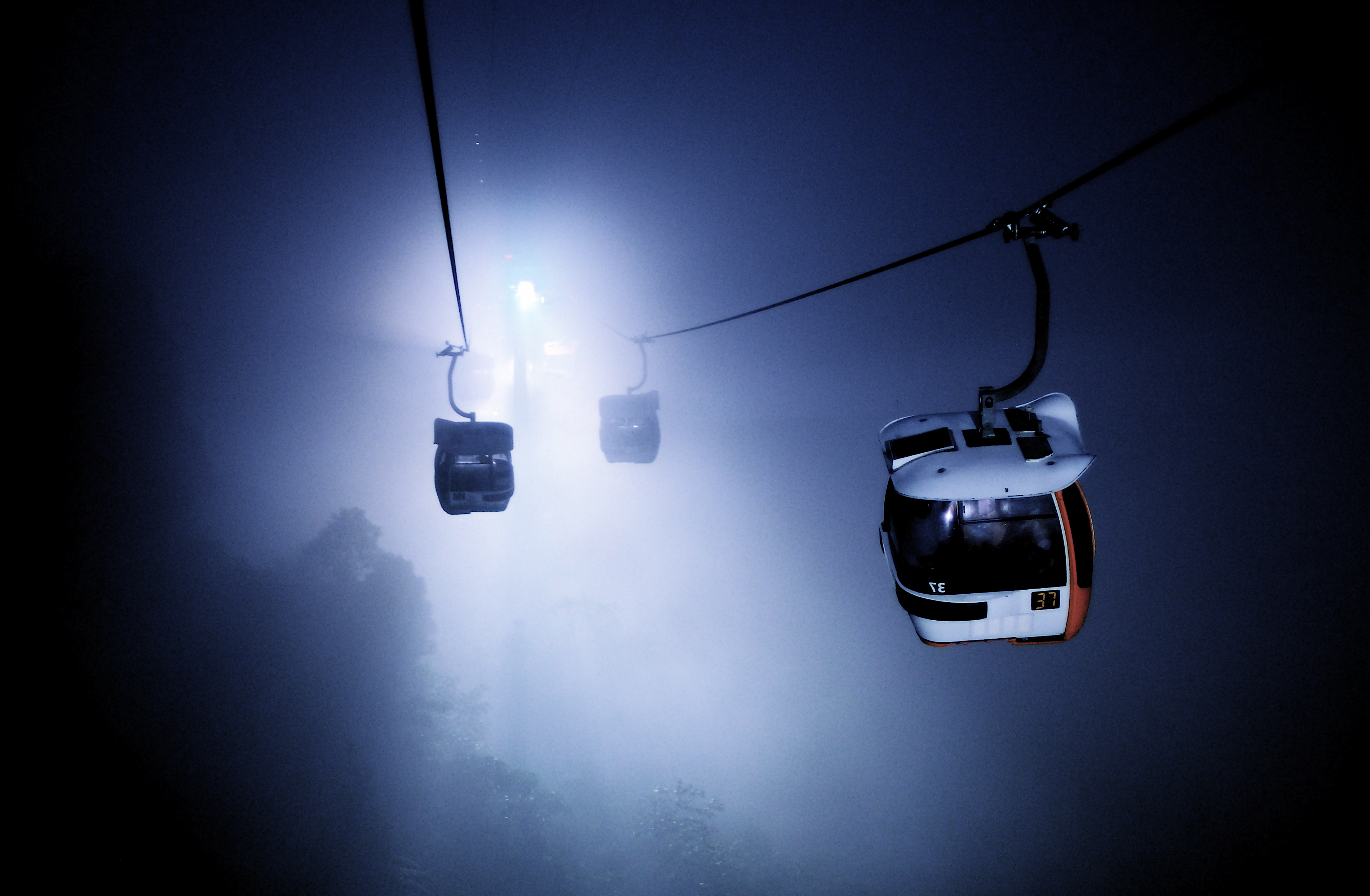
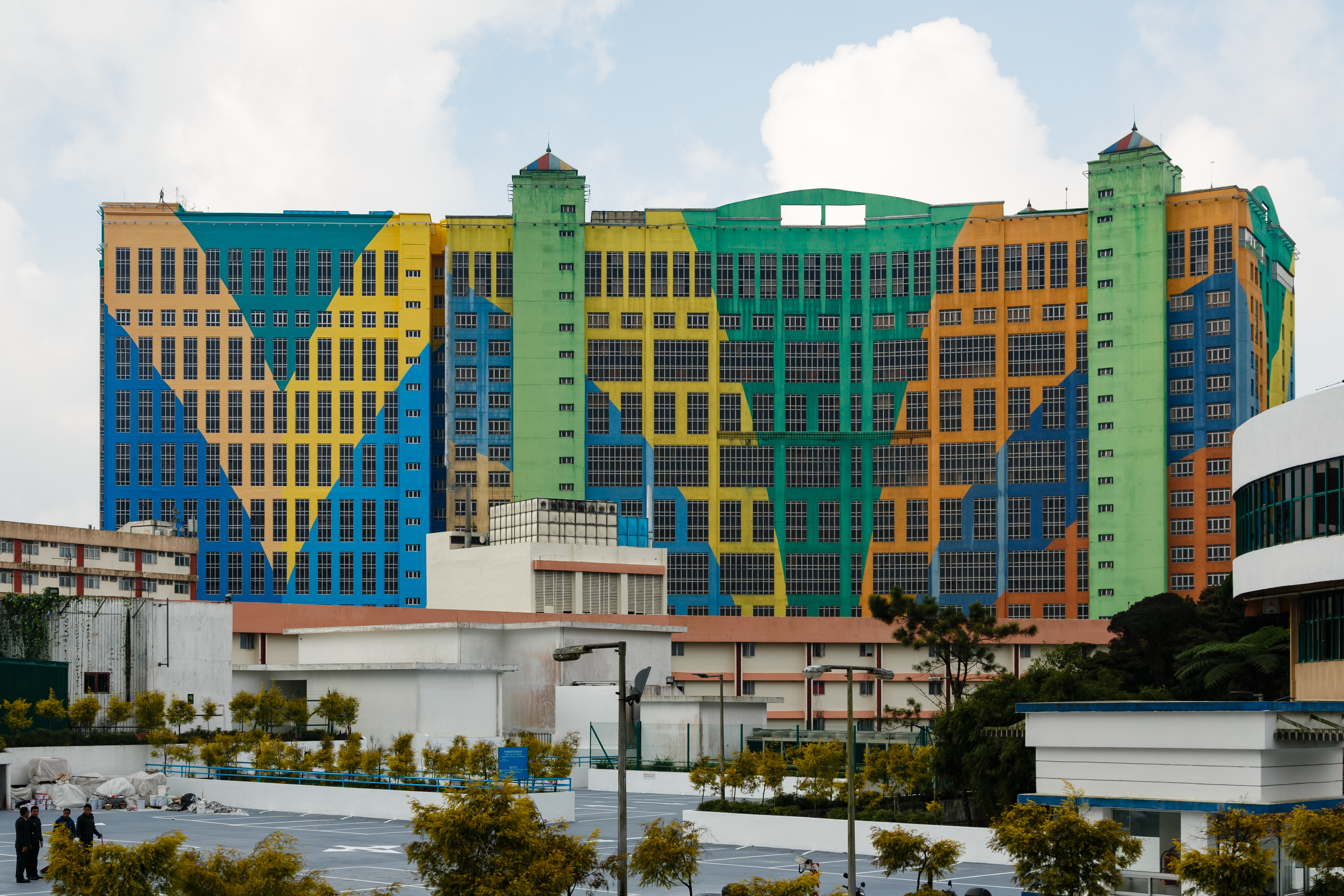
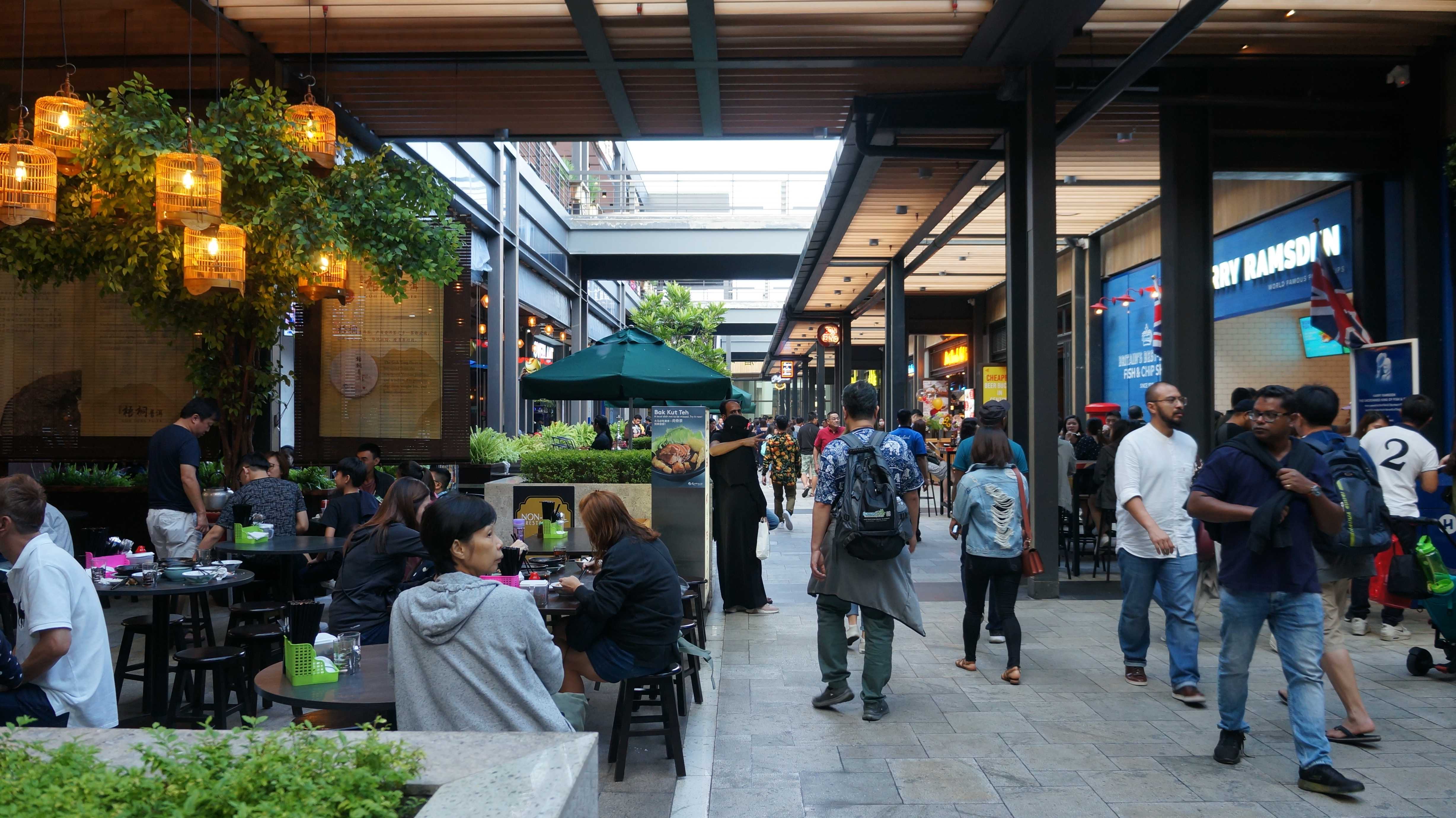
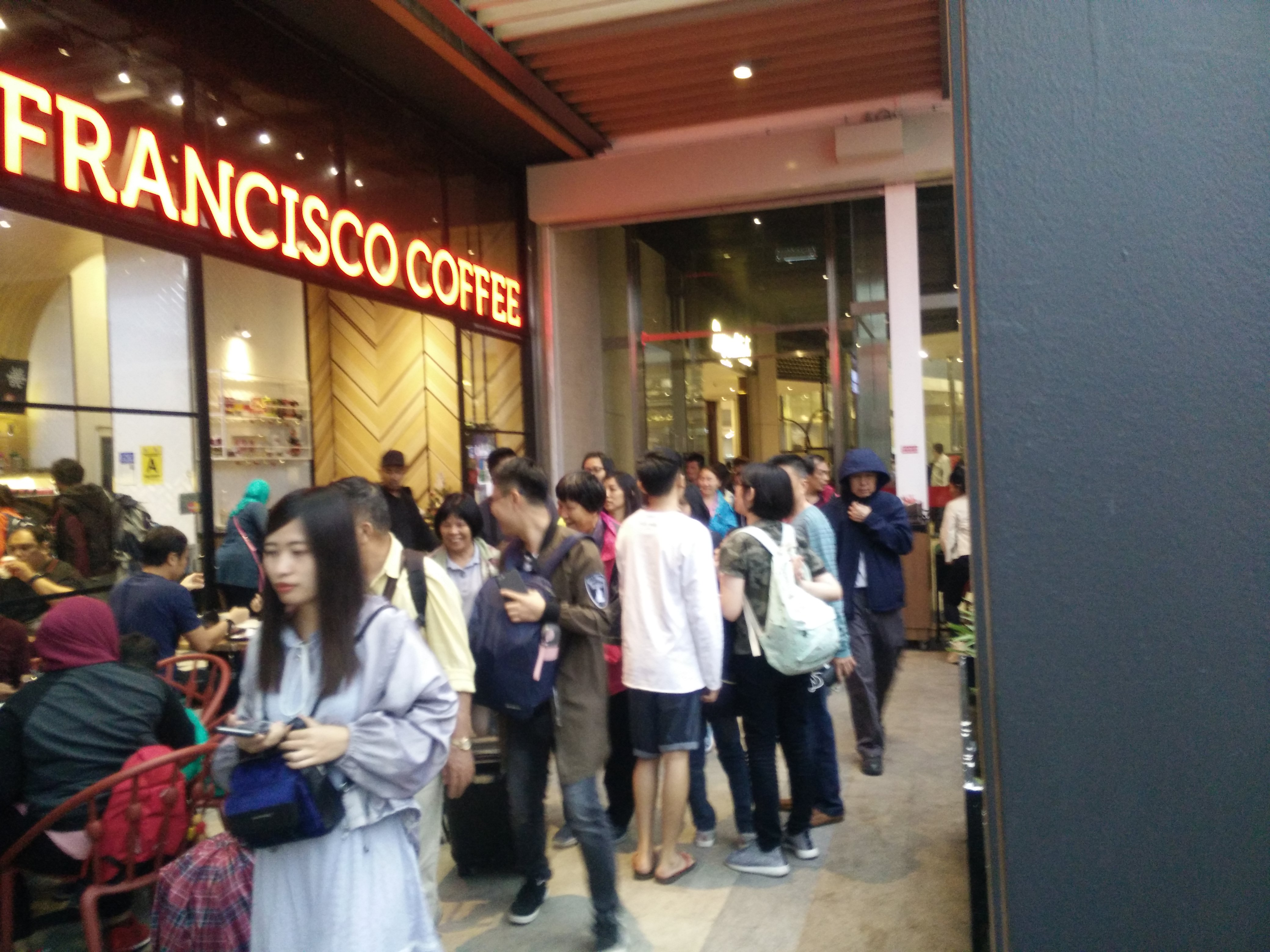
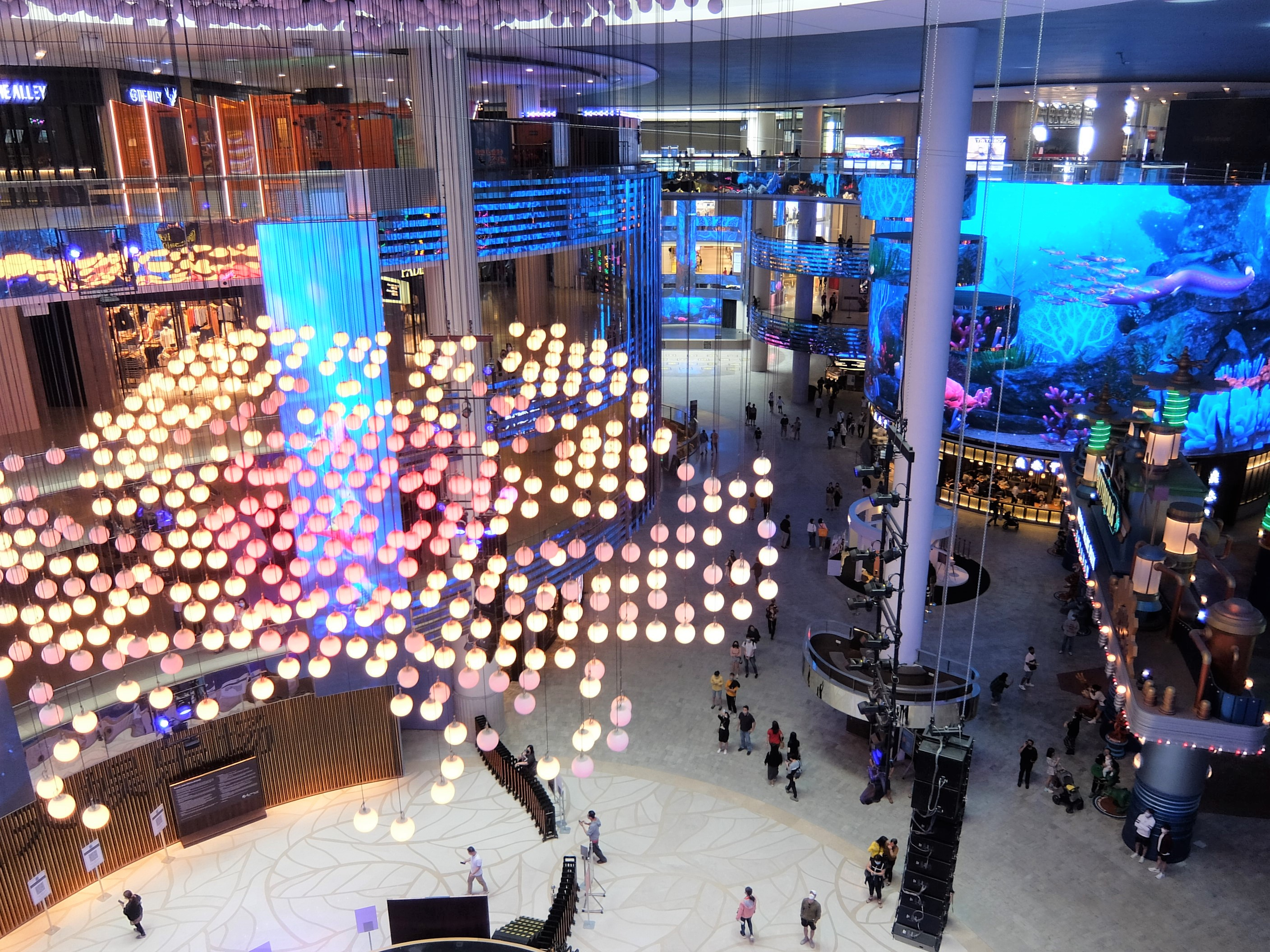
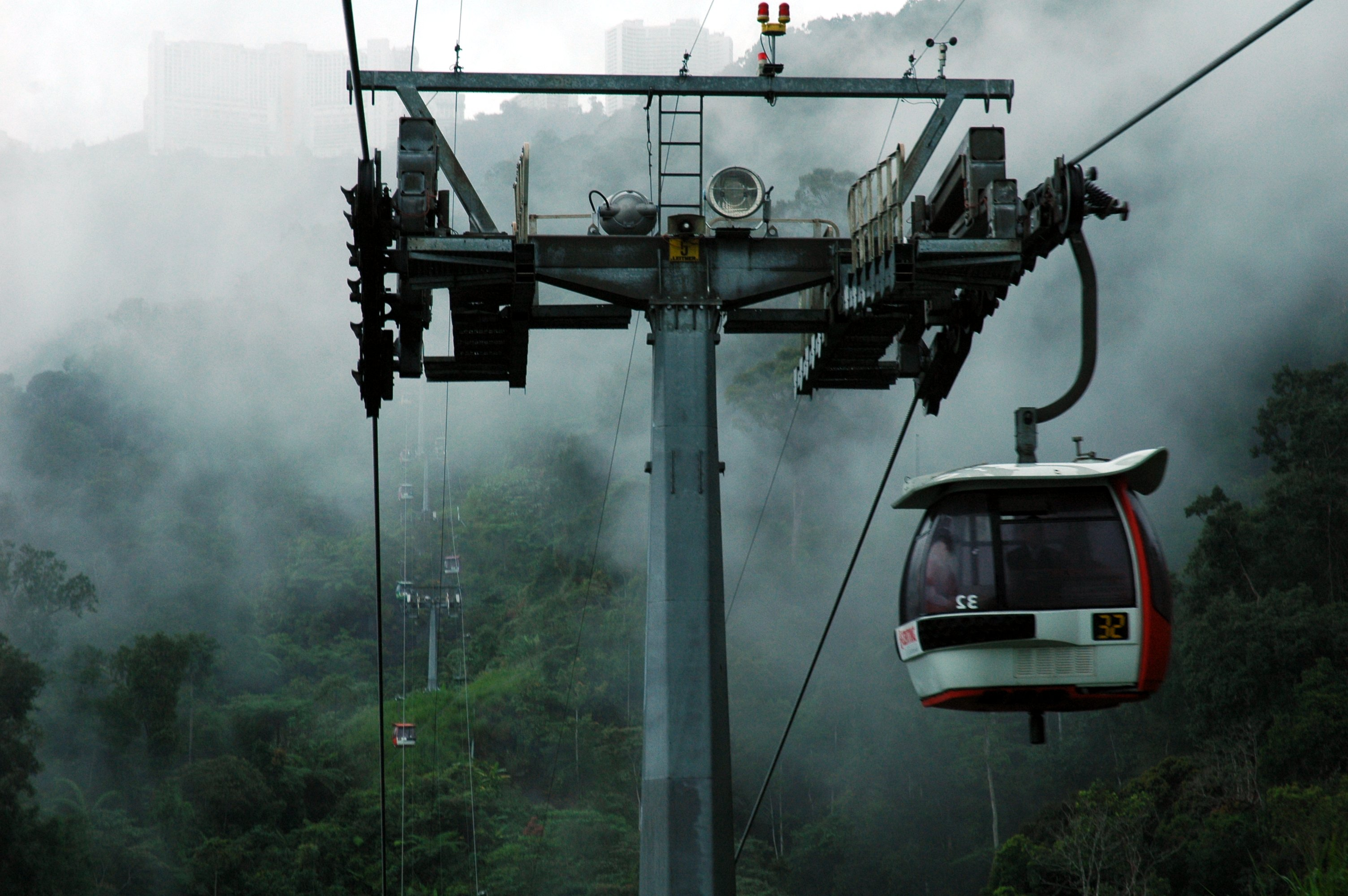
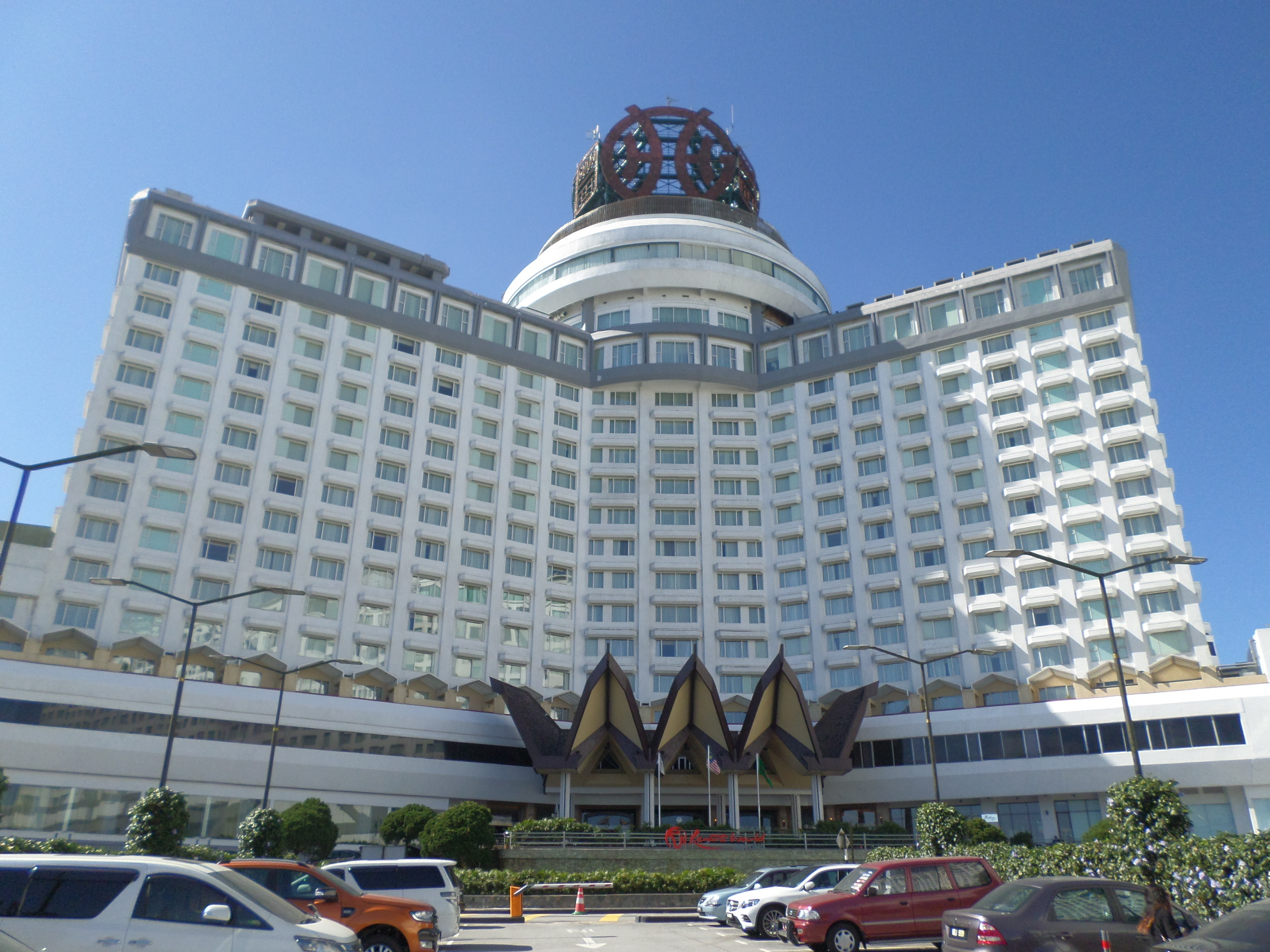